# 1581
1581 (MDLXXXI) byl rok, který dle juliánského kalendáře započal nedělí.

## Události
- 1. září – kozácký ataman Jermak Timofejevič, pět dalších donských atamanů a 540 kozáků vyrazilo za Ural – počátek ruského obsazování Sibiře
- dominikánský mnich Diego Durán dokončil dílo Dějiny Indiánů Nového Španělska
- na Žatecku a Litoměřicku morová nákaza
- Založení pivovaru Krušovice

### Probíhající události
- 1558–1583 – Livonská válka
- 1562–1598 – Hugenotské války
- 1568–1648 – Osmdesátiletá válka
- 1568–1648 – Nizozemská revoluce

## Narození

### Česko
- 16. srpna – Pavel Litoměřický z Jizbice, renesanční spisovatel humanistické orientace († 27. říjen 1607)
- neznámé datum
  - Albrecht Chanovský z Dlouhé Vsi, český kněz a misionář († 16. května 1643)
  - Jan Kutnauer ze Sonnenštejna, staroměstský konšel (popraven 21. června 1621)
  - Benedikt Waltenberger, opat kláštera v Zábrdovicích († 1. října 1645)

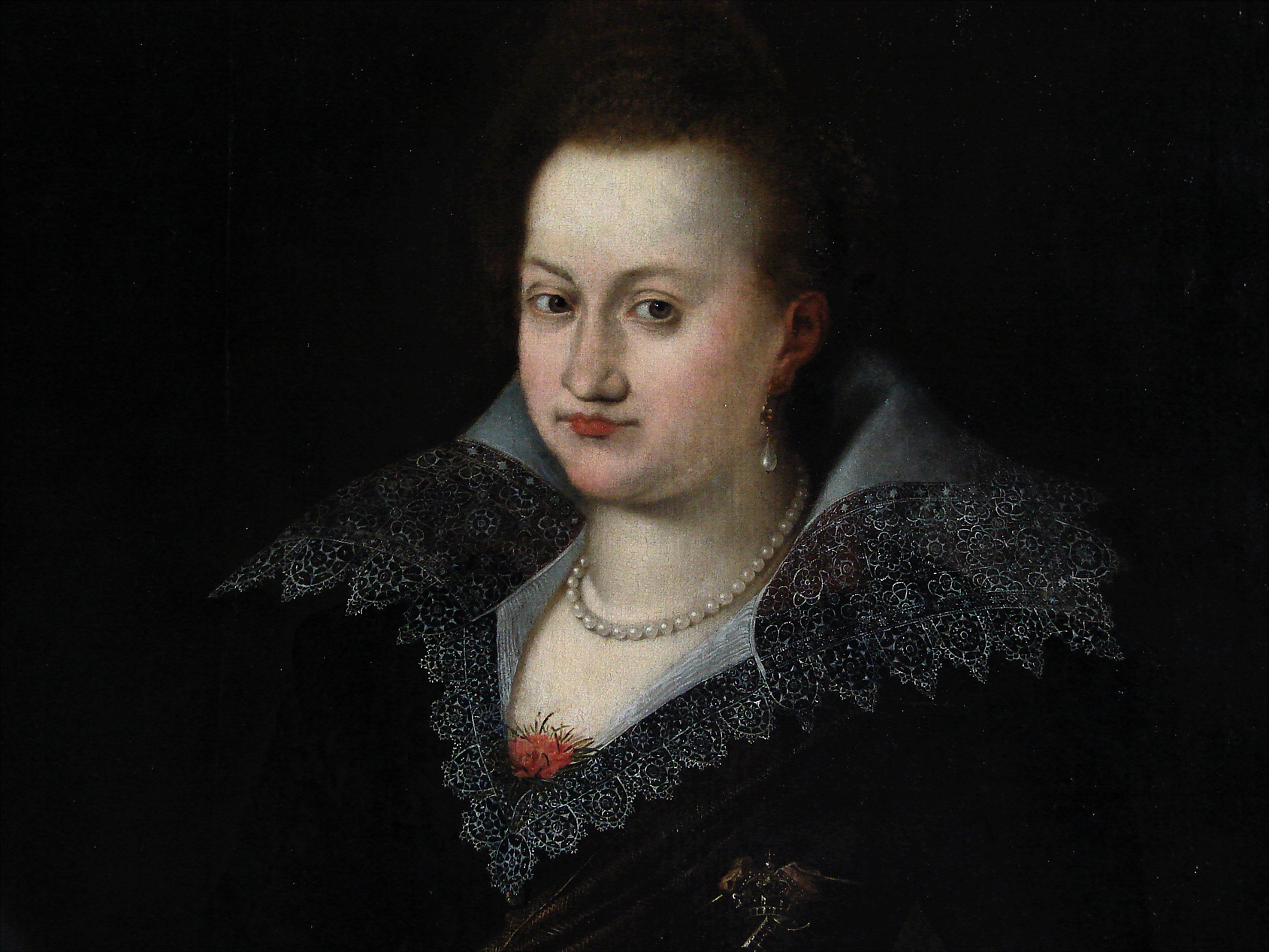
Hedvika Dánská (* 5. srpna)

### Svět
- 04. ledna – James Ussher, teolog, anglikánský arcibiskup, irský primas († 21. března 1656)
- 16. března – Pieter Corneliszoon Hooft, nizozemský historik, básník, dramatik a vysoký úředník († 21. května 1647)
- 22. března – Gregoria Maximiliána Habsburská, rakouská arcivévodkyně († 20. září 1597)
- 24. dubna – svatý Vincenc de Paul, katolický kněz, zakladatel řádu lazaristů († 27. září 1660)
- 05. srpna – Hedvika Dánská, princezna dánská a norská, saská kurfiřtka († 26. listopadu 1641)
- 16. října – pokřtěn Jacob Matham, nizozemský grafik a kreslíř († 20. ledna 1631)
- 21. října – Domenichino, italský malíř raného baroka a klasicismu († 6. dubna 1641)
- 02. listopadu – Alžběta Johana Vestonie, česká básnířka anglického původu († 23. listopadu 1612)
- neznámé datum
  - Bellerofonte Castaldi, italský hudební skladatel, básník a loutnista († 27. září 1649)
  - Jean Duvergier de Hauranne, francouzský římskokatolický kněz († 6. října 1643)
  - Frans Francken II., vlámský malíř a nejznámější člen velké rodiny Franckenů († 6. května 1642)
  - Thomas Overbury, anglický básník a esejista († 14. září 1613)
  - Wolfgang Kilian, německý rytec († 1663)
  - Jakob Zeller, německý sochař, umělecký soustružník a řezbář († 28. prosince 1620)

## Úmrtí

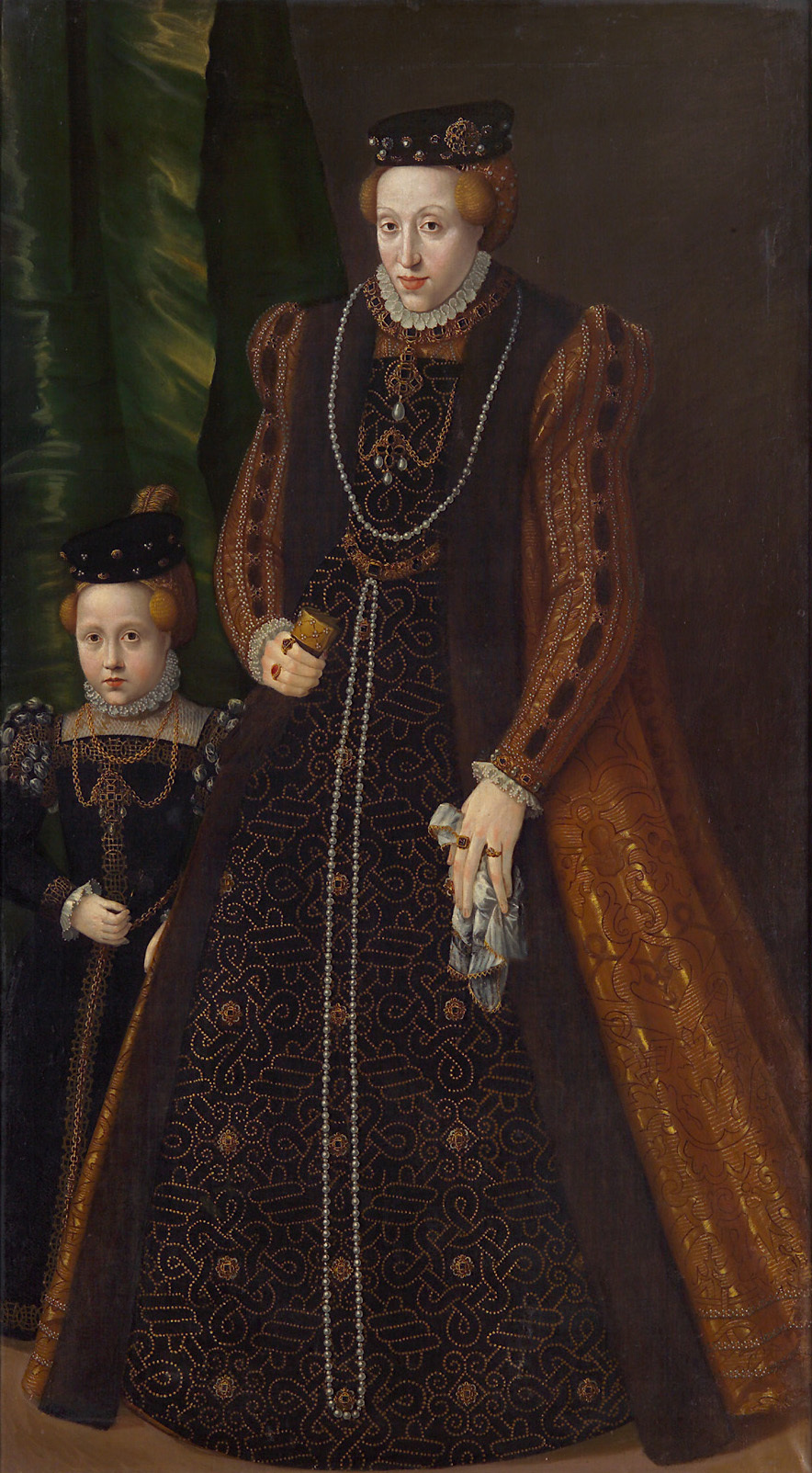
Marie Habsburská († 11. prosince)

### Česko
- Jan mladší z Předboře, český vladyka na Předboři (* ?)
- Adam Myslík z Hyršova, šlechtic (* 1520)
- Jakub Kubata, popravený hrdina legendy o odporu sedláků vůči vrchnosti (* ?)

### Svět
- 03. února – Mahidevran Gülbahar Sultan, manželka osmanského sultána Sulejmana I. (* 1500)
- 15. března – František I. Sasko-Lauenburský, německý kníže (* kolem 1510)
- 27. května – Kryštof Báthory, kníže sedmihradský (* 1530)
- 17. srpna – Sabina Württemberská, hesensko-kasselská lankraběnka (* 2. července 1549)
- 19. listopadu – Ivan Ivanovič, druhorozený syn cara Ivana IV. Hrozného (* 28. března 1554)
- 01. prosince – svatý Edmund Kampián, katolický kněz a mučedník (* 25. ledna 1540)
- 11. prosince – Marie Habsburská, dcera císaře Ferdinanda I. Habsburského (* 15. května 1531)
- neznámé datum
  - Mikołaj Sęp Szarzyński, polský renesanční básník, předchůdce baroka (* kolem 1550)

## Hlavy států
- České království – Rudolf II.
- Svatá říše římská – Rudolf II.
- Uherské království – Rudolf II.
- Papež – Řehoř XIII.
- Anglické království – Alžběta I.
- Francouzské království – Jindřich III.
- Polské království – Štěpán Báthory
- Osmanská říše – Murad III.
- Perská říše – Muhammad Chodábende